# Margarida de Blois
Margarida de Blois (em francês:  Marguerite; 1170  — 12 de julho de 1230) foi suo jure condessa de Blois e de Châteaudun, e condessa consorte da Borgonha pelo seu segundo casamento com Otão I da Borgonha.

## Família
Margarida era a primeira filha e segunda criança nascida do conde Teobaldo V de Blois e da princesa Alice de França. Seus avós paternos eram o conde Teobaldo IV de Blois e Matilde de Caríntia. Seus avós maternos eram o rei Luís VII de França e a duquesa Leonor da Aquitânia.
Ela teve seis irmãos, entre eles: o conde Luís I de Blois; Isabel, suo jure condessa de Chartres e Romoranti, Adelaide, abadessa de Fontevraud, etc.

## Biografia

### Primeiro casamento
Em 1183, com cerca de 13 anos de idade, Margarida casou-se com Hugo d'Oisy, châtelain de Cambrai, como sua segunda esposa. Ele era filho de Simão d'Oisy e de Ada de la Ferté-Ancoul.
Eles não tiveram filhos, e Hugo morreu em 29 de agosto de 1189.

### Segundo casamento
Pouco tempo depois de ficar viúva, Margarida casou-se novamente em 1190, com o conde Otão I da Borgonha, filho de Frederico I do Sacro Império Romano-Germânico e de Beatriz I da Borgonha. Na época ela tinha aproximadamente 20 anos de idade, e ele, cerca de 21.
O casal teve duas filhas, Joana e Beatriz.
A condessa ficou viúva pela segunda vez, em 13 de janeiro de 1200, após o assassinato de Otão em Besançon.

### Terceiro casamento
Seu terceiro e último marido foi Gualtério II de Avesnes, senhor de Avesnes, com quem se casou em data posterior a 1200. Ele era filho de Jaime, senhor de Avesnes e de Adelina de Guise.
Com ele teve mais três filhos.
Em 1218, ela sucedeu ao sobrinho, Teobaldo VI de Blois, como condessa de Blois e de Châteaudun.
A condessa Margarida faleceu no dia 12 de julho de 1230, aos 60 anos de idade. Foi sepultada na Catedral de Besançon, na França.

## Descendência

### Segundo casamento
- Joana I da Borgonha (1191 – 1205/08), sucessora do pai como condessa palatina da Borgonha;
- Beatriz II da Borgonha (1193 – 7 de maio de 1231), sucessora da irmã. Foi esposa do duque Otão I da Merânia. Teve descendência.

### Terceiro casamento
- Maria de Blois (m. após 12 de abril de 1241), sucessora da mãe como condessa de Blois. Foi esposa de Hugo I de Châtillon. Teve descendência;
- Isabel de Avesnes, foi casada com João, senhor d'Oisy e de Montreuil;
- Teobaldo de Avesnes, morreu jovem.